# Stalagtia monospina
Stalagtia monospina är en spindelart som först beskrevs av Karel Absolon och Josef Kratochvíl 1933.  Stalagtia monospina ingår i släktet Stalagtia och familjen ringögonspindlar.
Artens utbredningsområde är Montenegro. Inga underarter finns listade i Catalogue of Life.